# Moses Mwaba
Pour les articles homonymes, voir Mwaba.
Moses Mwaba est un boxeur zambien.

## Carrière
Moses Mwaba est médaillé d'or aux championnats d'Afrique de Kampala en 1983 dans la catégorie des poids moyens.
Aux Jeux olympiques d'été de 1984 à Los Angeles, il est éliminé en quarts de finale dans la catégorie des poids moyens par l'Algérien Mohamed Zaoui.